# Oberonia elegans
Oberonia elegans är en orkidéart som beskrevs av Rudolf Schlechter. Oberonia elegans ingår i släktet Oberonia och familjen orkidéer. Inga underarter finns listade i Catalogue of Life.